# 大林阿彌陀佛碑
23°36′27″N 120°27′19″E / 23.607386°N 120.455290°E

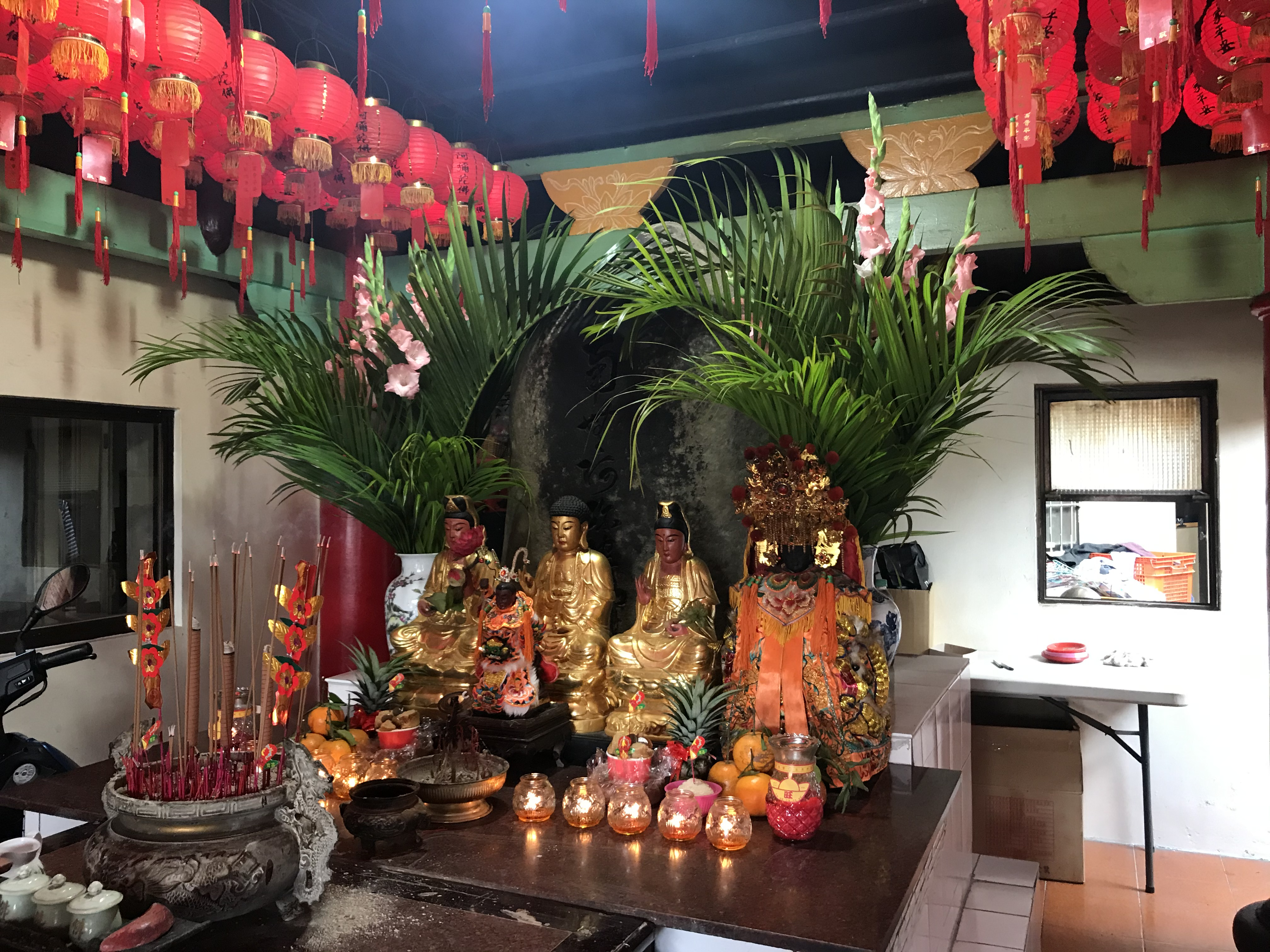
大林阿彌陀佛碑

大林阿彌陀佛碑，是位於臺灣嘉義縣大林鎮鹿崛溝的阿彌陀佛碑，相傳是為了鎮壓水鬼而立。

## 傳說
大林鎮的大莆林鹿崛溝是清治時期開闢作為引水灌溉之用。乙未戰爭時，日軍和義軍在此死傷慘重。
大林流傳一個傳說故事：鹿崛溝溺死的人（水鬼）透過手法，僱請布袋戲於夜晚時在溝旁的林投樹下演戲，並事先要求班主不能念「阿彌陀佛」。班主整晚上如約演戲，但演了許久，卻發現沒有天亮，班主深感有異，再想起事先約定不可說的詞句，便念一聲「阿彌陀佛」，突然就天亮，台下的觀眾也消失。
類似的傳說有七壙古墓。
日治時期報導，在嘉義，大莆林水鬼就已與嘉義城隍爺、打貓大士爺、北港媽祖齊名。1911年12月，日本人於鹿崛溝附近設立大林糖廠，五年來陸續有社員、傭人、職工等數十人死亡，被認為是大莆林水鬼作崇有關。

## 立碑
1916年6月，居民王闊嘴因納妾問題與母親發生衝突，便與妾一起到鹿崛溝投水自殺。不久，同地的牧童放牧回來，告訴父親說王闊嘴邀請他一起去玩。牧童父親認為是水鬼要抓人交替，就吩咐兒子不要去鹿崛溝，但兒子還是偷去玩而溺斃。該年7月，大林糖廠又有數人溺斃，為此廠方決定在廠區與鹿崛溝各立一個阿彌陀佛碑。
研究乙未戰爭的文史工作者張健豐則認為此兩碑其實是紀念當地乙未戰爭的亡魂，但掩蓋說是鹿窟溝水鬼。其中一個阿彌陀佛碑，是1916年9月15日由林有志豎立。該年《台灣日日新報》報導同月，16、17日舉行鎮壓祭，村民也宰殺牲共襄盛舉，當台南小羅天梨園正要上戲時，篝燈與瓦斯燈忽然全數熄滅，老一輩居民說立碑應該要用中國大陸的石頭才對，且不該先舉行揭幕才鎮祭，所以鎮壓無效，18日早上村民們在溝中發現來看戲的鄰村村民、與其朋友與婢女的三人屍體。 
同年12月報導，廠方決定在廠區立一個紀念殉職人員的慰靈碑，並預定於1917年1月10日舉行揭碑儀式。但戰後該碑不知去向，於是糖廠人員就將沒寫字的大林金昆羅神社的地神碑當成慰靈碑、石頭公，定期舉辦祭祀，居民稱為「大林糖廠石頭公」。

## 建廟
居民為林有志樹立、大林國中前的阿彌陀佛碑建廟祭祀，以中秋節為祭祀日，並認為立廟奉祀後，有關鹿崛溝的怪異才逐漸消失。約1980年代奉釋迦牟尼、觀世音菩薩佛像及媽祖神像等。同樣建廟的還有溪墘厝阿彌陀佛碑。
今日水利會已將鹿崛溝疏濬及興建圳堤。大林鎮長簡和清推動將鹿崛溝作風景區，認為水鬼傳說非常鄉土，又可勸人為善，使鹿崛溝更具休閒、教育價值，在1996年獲得台灣省住都局的5900萬元經費作建設經費。
2018年《聯合報》報導，大林鎮民江明赫說在大林糖廠幼稚園附近發現另一個阿彌陀佛碑，但碑都已模糊。對此，新北市文史工作者陳宜群說這石頭是大林金昆羅神社鳥居旁的参詣碑才對。